# 마이클 캘로즈
마이클 캘로즈(Michael Caloz, 1985년 5월 2일 ~ )는 캐나다의 배우, 텔레비전 배우이다.
몬트리올에서 태어났다.

## 영화
- 휘스커스 (1997년)
- 리틀 맨 (1997년) - 냇 역
- 어플릭션 (1997년)
- 어싸인먼트 (1997년)
- 피스키퍼 (1997년)
- 블루 애로우 (1996년)
- 스크리머스 (1995년)
- 죽음의 경계 (1994년)
- 스케치북 속의 살인 (1994년)